# Партия народной свободы «За Россию без произвола и коррупции»
Па́ртия наро́дной свобо́ды «За Росси́ю без произво́ла и корру́пции» (по аналогии с партией кадетов, сокращённо ПАРНА́С) — коалиция российских «внесистемных» политических организаций, придерживающихся либеральной идеологии. О создании объявлено 16 сентября 2010 года на пресс-конференции в Москве. Главной целью участники коалиции назвали участие в ближайших парламентских и президентских выборах. 13 декабря 2010 года состоялся учредительный съезд партии. 23 мая 2011 года партия подала документы для регистрации в Министерство юстиции.
В коалицию вошли 4 организации, однако, Гарри Каспаров и Борис Немцов констатируют факт, что ОДД «Солидарность» «уже является коалицией», объединяющей оппозиционных демократов и левых, и правоцентристских, и либеральных убеждений. В «Солидарность» в личном качестве вошли представители многих оппозиционных движений: ОГФ, СПС, РНДС, члены ряда других менее известных организаций.
16 июня 2012 года на своём 15-м съезде Республиканская партия России объединилась с ПАРНАСом (его члены заранее вступили в РПР) и сменила название РПР на «Республиканская партия России — Партия народной свободы». «РПР-ПАРНАС» является политическим и юридическим правопреемником РПР и ПАРНАС. Сайт ПАРНАС https://parnasparty.ru/ Архивная копия от 26 января 2016 на Wayback Machine стал сайтом объединённой партии.

## Участники

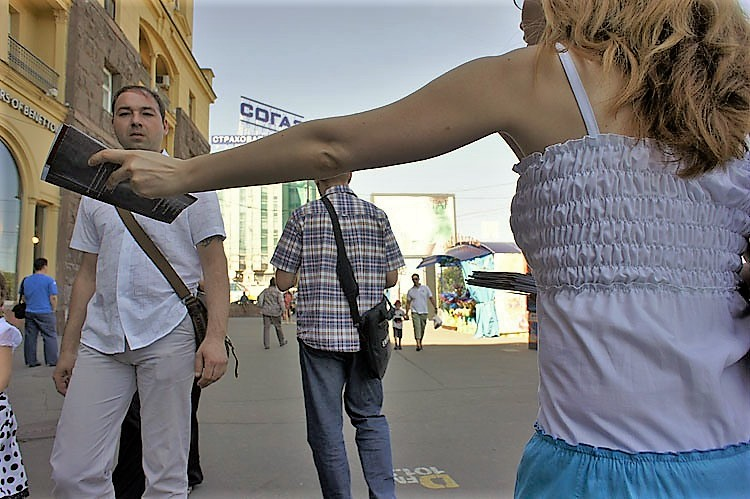
Раздача докладов «Путин. Коррупция»

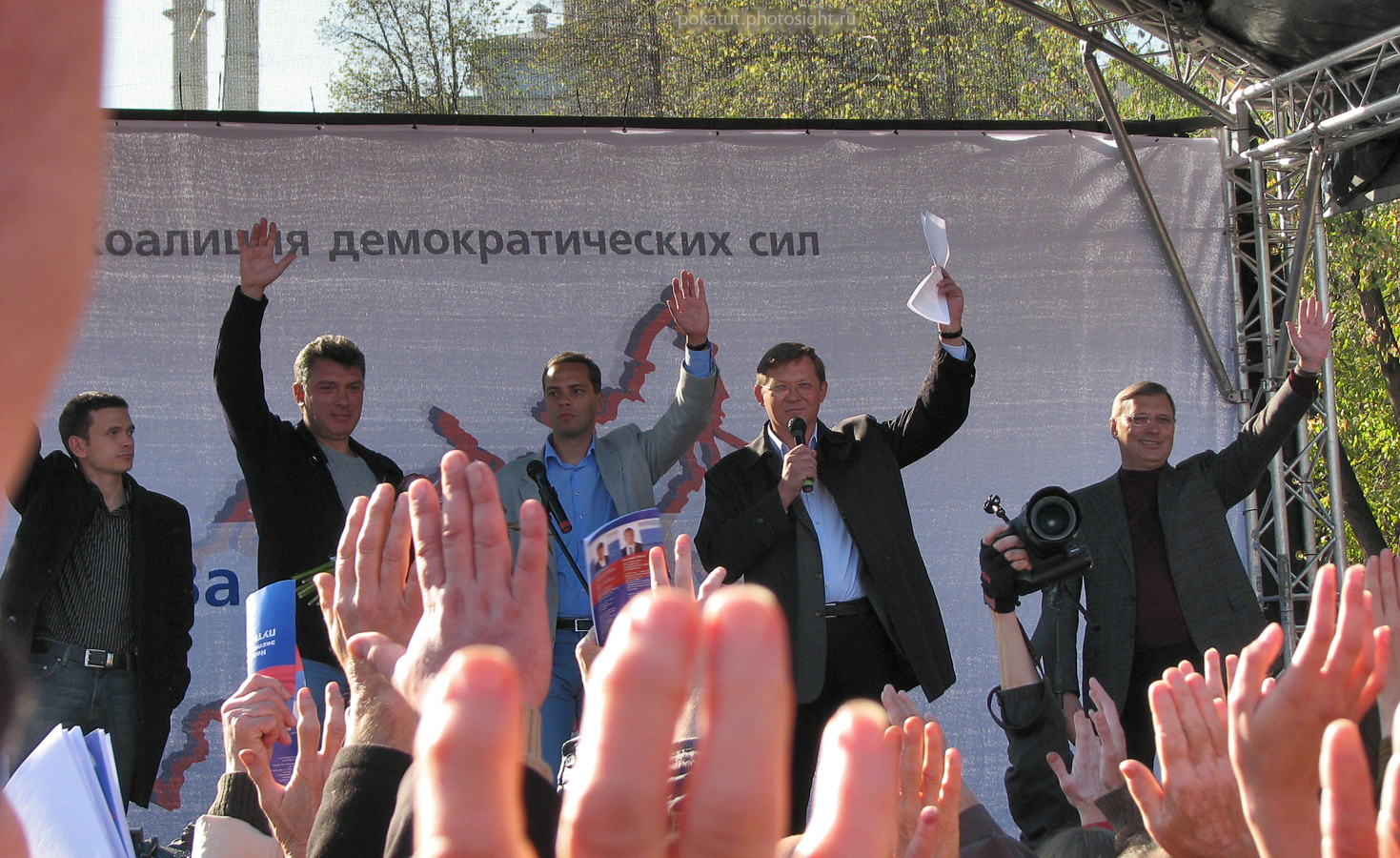
На первом митинге коалиции.
Москва, Болотная площадь, 9 октября 2010 года

(в скобках — численность, объявленная на учредительном съезде партии)
- Российский народно-демократический союз (лидер — Михаил Касьянов, «несколько десятков» тысяч членов);
- Республиканская партия России (лидер — Владимир Рыжков, точная численность неизвестна);
- Движение «Солидарность» (представитель — Борис Немцов, 6 тысяч членов);
- Движение «Демократический выбор» (лидер — Владимир Милов, 500 членов[5]).

Также сообщалось, что была достигнута предварительная договорённость о вхождении в коалицию Объединённого гражданского фронта, хотя Владимир Милов в своём микроблоге написал следующее — «По коалиции всё просто: если появится Каспаров — не будет Милова. Выбирайте, коллеги».
Позднее Гарри Каспаров написал, что не имеет «никакого желания становиться частью этого проекта в том виде, в котором он представлен».
В интервью радиостанции «Эхо Москвы» Владимир Рыжков заявил, что участниками коалиции могут стать социал-демократические организации, но не лево- и праворадикальные силы, включая «Другую Россию», хотя им коалиция будет оказывать правовую поддержку.
«Общая численность партии уже 50 тысяч», — заявил Михаил Касьянов на митинге партии в Москве 16 апреля 2011 года.

## Цели
Главная цель коалиции — подготовка и участие в парламентских и президентских выборах, для чего начался процесс регистрации политической партии и подготовка к проведению съезда демократических сил, на котором будет выдвинут единый кандидат в Президенты России.

## 2010 год
- 14 сентября 2010 года стало известно о том, что в четверг, 16 сентября, будет объявлено о создании коалиции[11].
- 16 сентября на пресс-конференции в Москве объявлено о создании коалиции.

Изначально местом проведения конференции было помещение РИА «Новости», однако за полтора часа в предоставлении площадки было отказано в связи с техническими причинами, поэтому презентация прошла в офисе «Солидарности».
- 20 сентября прошло первое заседание организационного комитета коалиции. Была достигнута договорённость о проведении 9 октября митинга «За Россию без произвола и коррупции» и проведении в середине декабря съезда демократических сил[13].
- 9 октября в Москве на Болотной площади прошёл первый митинг коалиции, в котором приняло участие, по оценкам организаторов, более тысячи человек[14].

В тот же день состоялось заседание оргкомитета коалиции, на котором было принято решение о создании партии и придании ей названия «Партия народной свободы».
- 12 октября коалиция направила в Министерство юстиции уведомление о намерении создать партию[16].
- 22 октября «Российская газета» опубликовала извещение об учредительном съезде партии[17].
- 13 ноября на общем собрании члены «Демократического выбора» ратифицировали коалиционное соглашение[18].
- 19 ноября участники коалиции договорились о схеме выдвижения единого кандидата в президенты России от демократических сил[19].
- 11 декабря на съездах члены «Солидарности» и РНДС ратифицировали коалиционное соглашение[20].
- 13 декабря в Москве состоялся учредительный съезд Партии народной свободы «За Россию без произвола и коррупции»[21].

## 2011 год
28 марта Партия народной свободы презентовала свой первый масштабный проект — доклад «Путин. Коррупция». Составителями доклада являются Б. Немцов, В. Милов, В. Рыжков и О. Шорина. В докладе рассказано об обогащении В. Путина и его друзей. Издание доклада ведётся на народные средства. За месяц, с 28 марта по 29 апреля, было собрано 1 838 209 рублей.
13 апреля был проведён аукцион на выбор типографии для печати доклада «Путин. Коррупция». Выбранная цена за экземпляр составила 4 руб. 05 коп., чего достаточно на печать 440 тыс. экземпляров.
11 июня началось распространение тиража доклада «Путин. Коррупция», изданного на народные пожертвования. Раздача доклада началась с Владимира, где с презентацией выступил Борис Немцов. На следующий день он подписывал брошюры на Пушкинской площади в Москве.
23 июня сопредседатели Партии народной свободы провели пресс-конференцию в Москве. Они заявили, что декабрьские выборы в Госдуму без них, в связи с отказом в регистрации, будут нелегитимны, и намерены организовать широкую протестную кампанию. "Необходим гражданский протест под лозунгом «ни одного голоса партии жуликов и воров, фронту жуликов и воров, лидеру жуликов и воров и его сателлитам!» — сказал Борис Немцов. Формы протеста члены ПАРНАСа собираются обсудить на конференции в начале июля.
25 июня в Новопушкинском сквере Москвы прошёл согласованный митинг Партии народной свободы под лозунгом «Против произвола! Против коррупции! За честные и свободные выборы!». В нём участвовало более 2 тысяч человек. Вёл митинг Владимир Рыжков. Выступили сопредседатели партии Михаил Касьянов, Владимир Милов, Борис Немцов. Они заявили, что считают отказ Минюста незаконным, и пообещали продолжить политическую борьбу. С зажигательной речью против Путина выступил Илья Яшин. Лидер «Другой России» Эдуард Лимонов, пришедший поддержать демократов, призвал собравшихся к самоисключению из списков избирателей. Актриса Наталья Фатеева сообщила о решении вступить в ПНС; её примеру последовали многие участники митинга. Нателла Болтянская выступала с песнями. Участники митинга скандировали лозунги «Выборы без оппозиции — преступление» и «Путин и Медведев, долой!». Все желающие смогли получить доклад «Путин. Коррупция». Сайт митинга Архивная копия от 17 мая 2014 на Wayback Machine
2 июля в Москве прошла межрегиональная конференция Партии народной свободы. На ней были подведены промежуточные итоги деятельности коалиции. В резолюции конференции её участники заявили о нелегитимности предстоящих парламентских выборов и дали старт кампании под лозунгом «В фарсе не участвую!». Борис Немцов предложил активную форму протеста — «прийти на выборы с фломастером и перечеркнуть бюллетень — поставить крест на этой власти». Споры на конференции вызвал вопрос о допустимых методах внутрипартийной дискуссии. В ходе обсуждения в знак протеста зал заседаний на время покинул лидер «Демократического выбора» Владимир Милов — именно эта организация подверглась массовой критике выступающих.
24 сентября в Москве прошёл съезд Партии народной свободы. Съезд призвал граждан к протестному голосованию на выборах в Госдуму в декабре 2011 года под лозунгом «Поставь крест на этой власти!». Было решено не отказываться от участия в выборах президента России. На съезде было переизбрано руководство партии. Сопредседателями партии стали Борис Немцов, Михаил Касьянов и Владимир Рыжков. Владимир Милов снял свою кандидатуру из-за разногласий в вопросе о выборах.
22 октября в Москве, в Новопушкинском сквере, прошёл общегражданский митинг за свободные выборы, собравший около 2500 человек. Митинг был организован Партией народной свободы, на нём также выступили лидеры левых организаций и представители творческой интеллигенции. По окончании митинга около 15 активистов попытались провести шествие к Кремлю, но были задержаны полицией. Сайт митинга Архивная копия от 23 октября 2011 на Wayback Machine.
28 ноября на радиостанции «Эхо Москвы» была прекращена трансляция ролика Партии народной свободы с призывом к протестному голосованию «против всех» на выборах в Государственную думу 4 декабря.
В ролике сопредседатели партии Михаил Касьянов, Борис Немцов и Владимир Рыжков поочерёдно произносили фразы из текста:

Путин и Медведев всё за нас решили. Один хочет править страной пожизненно, другой — быть при нём. И теперь им нужна поддержка народа. Нужна, как воздух. Нас заманивают на избирательные участки, обещают, уговаривают, кому-то угрожают. Что в этой ситуации делать неравнодушным гражданам? Действовать, протестовать. Идти на избирательные участки, брать бюллетень и ставить на нём крест. Для верности ставить кресты напротив всех партий. Написать, что вы о них думаете. Опустить бюллетень в урну для голосования. Они лишили нас права выбора, но права голосовать против обмана и фарса они нас лишить не могут. Голосуй за Россию! Голосуй против всех!
На имя главного редактора радиостанции А. А. Венедиктова пришло письмо из Роскомнадзора, в котором врио руководителя указал, что «содержащиеся в ролике призывы „голосовать против всех“ содержат признаки агитации, не предусмотренной федеральным законом „О выборах депутатов Государственной Думы“», и потребовал «незамедлительно прекратить нарушение законодательства Российской Федерации».
29 ноября Б. Немцов в эфире «Эха Москвы» напомнил слова, сказанные В. Е. Чуровым 1 сентября 2007 года, что для голосования против всех можно портить бюллетени, а также о Постановлении Конституционного Суда от 14 ноября 2005 г, касающемся «осуществления гражданами права на проведение предвыборной агитации против всех кандидатов».

## Регистрация партии
12 октября 2010 года коалиция направила в Министерство юстиции уведомление о намерении создать партию.
16 апреля 2011 года в Москве, Махачкале, Перми, Хабаровске, Челябинске и Барнауле состоялся митинг «За Россию без произвола и коррупции» в поддержку регистрации партии. Самые массовые акции прошли в Москве. По разным данным, в них участвовало от 3 до 7 тысяч человек.
23 мая представители Партии народной свободы подали в Минюст документы, необходимые для регистрации партии. Как сообщили в пресс-службе партии, региональные отделения созданы в 53 регионах России, а численность партии достигла 46 тысяч 158 человек.
31 мая появились сообщения о том, что сотрудники Министерства юстиции РФ начали незаконный обзвон членов партии с целью проверки подлинности их членства в ПАРНАСе.
22 июня секретарь федерального политсовета ПАРНАСа Константин Мерзликин сообщил, что его уведомили, что процедура рассмотрения заявления Партии народной свободы о государственной регистрации завершена и принято решение отказать партии в регистрации.
В тот же день Евросоюз и США выразили обеспокоенность в связи отказом министерства юстиции России зарегистрировать оппозиционную партию. МИД России заявил, что подобные высказывания «неуместны и безосновательны».
24 июня президент России Дмитрий Медведев так прокомментировал отказ в регистрации партии «Пусть уберут „мёртвые души“, и их тогда зарегистрируют. Не надо пытаться зарегистрировать партию, имея нарушения».
2 июля в Москве на межрегиональной конференция Партии народной свободы принято решение не делать новых попыток регистрации в Минюсте — отказ в регистрации партии будет оспорен в суде.
15 июля представители партии подали в Замоскворецкий районный суд Москвы заявление об оспаривании отказа в государственной регистрации партии Министерством юстиции.
1 сентября была получена мотивировочная часть решения Замоскворецкого суда. В нём говорится, что статья 11 Европейской Конвенции о защите прав человека и основных свобод, гарантирующая свободу объединения, «не лишает государство полномочий по защите государственных институтов либо прав и свобод других граждан». «Тем самым суд утверждает, что отказ Минюста в регистрации Партии народной свободы связан с предотвращением угрозы национальной безопасности и общественному порядку, здоровью, нравственности, а также правам и свободам людей», — говорится в заявлении сопредседателей ПАРНАСа, опубликованном 2 сентября. Сопредседатели партии назвали решение суда абсурдным и будут его обжаловать в Мосгорсуде.
см. далее: Республиканская партия России — Партия народной свободы

## Отклонённый иск к Путину
16 декабря 2010 года Владимир Путин в эфире прямой линии отвечая на вопрос заявил:

Чего на самом деле хотят Немцов, Рыжков, Милов и так далее?
Денег и власти, чего они ещё хотят?! В своё время они поураганили, в 90-х годах, утащили вместе с Березовскими и теми, кто сейчас находится в местах лишения свободы, о которых мы сегодня вспоминали, немало миллиардов. Их от кормушки оттащили, они поиздержались, хочется вернуться и пополнить свои карманы. Но, я думаю, что если мы позволим им это сделать, они отдельными миллиардами уже не ограничатся, они всю Россию распродадут.
— 
22 декабря Немцов, Милов и Рыжков подали в Савёловский суд иск о защите чести, достоинства и деловой репутации от обвинений в воровстве, озвученных Путиным. Свой моральный ущерб от высказываний господина Путина «пострадавшие» оценили в 3 миллиона рублей. По словам адвоката господина Немцова Вадима Прохорова, судья формально выполнила необходимые процессуальные действия. Сам факт принятия Савёловским судом иска он назвал «победой».
14 февраля 2011 г. иск был отклонён. Путин лично в суд не явился. Со стороны истцов были Немцов, Милов и адвокат Вадим Прохоров. Предложение суда заключить мировое соглашение с энтузиазмом встретил только Немцов, предложивший Путину прямо в суде провести дебаты. Представитель Путина в суде в качестве аргумента предъявила ряд незаверенных распечаток из Интернета — «Википедия», «Компромат.Ru» и «Русская народная линия», а также газеты «Московский комсомолец» и «Промышленные ведомости».
Судья Татьяна Адамова указала, что ответ Путина носил обобщающий характер: «фамилии Немцова, Рыжкова и Милова употреблены не в качестве имён собственных, а исключительно в нарицательном значении этих фамилий для обозначения определённого класса политических деятелей», ранее имевших непосредственное отношение к осуществлению госвласти в РФ. Также ответ представляет собой «обобщённое суждение в отношении этой группы политических активистов, которые в настоящее время хотят „денег и власти“». Для высказывания «утащили миллиарды», судья сочла обоснованием распечатки из интернета по поводу деятельности Бориса Немцова. Термин «поураганили» суд охарактеризовал как «справедливый комментарий по важному вопросу» — «хищению государственных средств». После этого Немцов потерял интерес к делу, и сказал что: «Мы дойдём до Евросуда. Я не исключаю, что мы подадим подобные заявления в суды тех европейских стран, где транслировалось выступление Путина».
Борис Немцов так отреагировал на решение суда:

… решение Савёловского суда знаковое и прецедентное. Теперь фраза «Путин вместе с Ротенбергами, Тимченко и Ковальчуками поураганили в нулевые, утащили немало миллиардов, а теперь боятся оторваться от кормушки и цепляются за власть любой ценой» не может оскорблять честь и достоинство Путина и компании. Ибо все вышеупомянутые персонажи — имена нарицательные.
Приобщение интернет-мусора к материалам дела также прецедентно. Теперь в качестве доказательства того, что «Путин — вор» можно набрать в Яндексе эту фразу. Оказывается, по этому запросу вы найдёте 2 миллиона сообщений. Все их можно приобщать к материалам любого дела.

## Мнения
Поддержка
- Сопредседатель партии «Правое дело» Леонид Гозман заявил «Интерфаксу», что видит в коалиции союзника, но сомневается, что её зарегистрируют[43].
- Генеральный директор Совета по национальной стратегии Валерий Хомяков пожелал коалиции успеха, но также выразил сомнения в том, удастся ли ей зарегистрироваться[44].
- По мнению Ирины Хакамады, объединение демократических сил — результат «работы над ошибками», но «дикая амбициозность и отсутствие политической мудрости» могут помешать ему стать влиятельной силой[45].
- Заместитель генерального директора Центра политических технологий Алексей Макаркин считает шансы коалиции на регистрацию партии и выдвижение единого кандидата в президенты «реальными»[46].
- Партию народной свободы поддерживают также праволиберальные политики Валерия Новодворская («Демократический союз») и Константин Боровой.

Критика
- Председатель партии «Яблоко» Сергей Митрохин отказался входить в коалицию, заявив, что «они за демократию с олигархами, а мы — без олигархов», но тем не менее пожелал ей успеха[43].
- Председатель партии «Другая Россия» Эдуард Лимонов заявил, что «дружелюбно и с пониманием» относится к объединению демократов, но считает, что наличие нескольких сильных лидеров может привести к расколу коалиции[47], а также предлагает ей не заниматься поисками единого кандидата на пост Президента России, а сплотиться вокруг его кандидатуры[48].
- Президент Фонда эффективной политики Глеб Павловский заметил, что «борьба с коррупцией и демократизация — это всё присутствует в программе нынешнего президента», поэтому ему не понятно, «как этой группе удастся отмежевать себя от официальной позиции, от существующих либеральных групп» («Яблоко» и «Правое дело»)[44].
- Член научного совета Московского центра Карнеги Николай Петров невысоко оценивает шансы коалиции на регистрацию партии, поскольку «без помощи власти никакая политическая сила сегодня зарегистрироваться не может»[46].
- Лидер ярославских «эсеров» и председатель «международной» профсоюзной НКО Сергей Максименко («maximenko.org») не видит оснований для поддержки ультра-демократов — социал-демократами, которые не ведут борьбу за повышение социальных пособий (больничные листы и пенсии) и демократизацию жилищного законодательства, в соответствии с международным стандартам прав человека[источник не указан 3681 день].
- Гендиректор ВЦИОМ Валерий Фёдоров заявил: «Ожидать, что либеральная идея завоюет какие-то серьёзные позиции на политическом поле России, опираясь на этих политиков, бессмысленно… Эти люди к либеральным ценностям не имеют никакого отношения, ассоциируются с развалом, олигархией, в общем, со всем тем, что привыкли называть „лихими девяностыми“. Рыжков давно забыт, Милова никто никогда не знал… Касьянов воспринимается как человек Семьи, а Немцов — как один из организаторов дефолта»[49].
- Коалиция была подвергнута критике со стороны некоторых членов движения «Солидарность»[49].